# Oriol Casassas i Simó
Oriol Casassas i Simó (Sabadell, 1 de setembre de 1923 – Barcelona, 10 d'octubre de 2012) fou un metge català, especialitzat en pediatria. Era fill dels pedagogs Enric Casassas i Cantó i de Carme Simó i Saco, germà del químic Enric Casassas i Simó i del geògraf Lluís Casassas i Simó. Es llicencià en medicina per la Universitat de Barcelona el 1949. Del 1974 al 1976 fou president de la Societat Catalana de Pediatria, i també fou president del primer Congrés de pediatres en llengua catalana celebrat el 1978 a Girona. Del 1979 al 1981 fou president de la Societat Catalana de Biologia i del 1978 al 1982, de l'Acadèmia de Ciències Mèdiques i de la Salut de Catalunya i Balears. Amb aquesta institució va elaborar el Vocabulari mèdic (1974), obra que va representar una eina de treball molt important per als metges catalans. El 1988 també va presidir el tretzè Congrés de Metges i Biòlegs de la Llengua Catalana. Formà part del secretariat de redacció de la col·lecció Monografies Mèdiques i del comitè executiu del Congrés de Cultura Catalana, que van fer importants aportacions a l'estudi i divulgació de la terminologia científica i mèdica en català.
Des del 1985 fins a la seva mort fou membre de la Secció de Ciències Biològiques de l'Institut d'Estudis Catalans, amb el qual ha dirigit la publicació del Diccionari Enciclopèdic de Medicina.

## Premis i reconeixements
El 1992 va rebre el Premi Jordi Gol. El 1993 va rebre la Creu de Sant Jordi i el 2001 va rebre el Premi d'Actuació Cívica de la Fundació Jaume I. També va guanyar el Premi de l'Excel·lència Professional del Col·legi de Metges de Barcelona, a la categoria Humanitats Mèdiques.

## Obres
- L'ensenyament de la pediatria (1964)
- L'hospitalització pediàtrica a Catalunya (1966)
- La pediatria en el suburbi (1967)
- La medicina catalana del segle XX (1970)
- Primer —i últim— llibre d'exercicis (1972)
- Metges de nens: cent anys de pediatria a Catalunya (1993) amb Joaquim Ramis
- Josep Alsina i Bofill, l'exemple (1996)
- Una Faula i setze històries: excursió pel camp de les ciències humanes sortint del despatx d'un metge (1999)
- De ginecologia i d'obstetrícia n'hauríem de parlar (2002) amb Joaquim Ramis